# Parafia św. Wawrzyńca Diakona i Męczennika w Solcy Wielkiej
Parafia św. Wawrzyńca w Solcy Wielkiej – parafia rzymskokatolicka znajdująca się w archidiecezji łódzkiej, w dekanacie ozorkowskim. Erygowana w XIV wieku.
Według stanu na miesiąc luty 2017 liczba wiernych w parafii wynosiła 2700 osób.

## Proboszczowie
- ks. Bogdan Marciniak (2024– )[2]